# Brownsville (Kentucky)
Brownsville – miasto w Stanach Zjednoczonych, w stanie Kentucky, siedziba administracyjna hrabstwa Edmonson.